# ای. ویکتور دوناهی
ای. ویکتور دوناهی (به انگلیسی: A. Victor Donahey) سناتور سابق عضو حزب دموکرات ایالات متحده آمریکا بود. او در سال ۱۹۳۵ تا ۱۹۴۱ میلادی سناتور ایالت اوهایو در سنای ایالات متحده آمریکا بود.